# Joe Loprieno
Joe Loprieno (* 8. Oktober 1986 in Bloomington, Illinois) ist ein ehemaliger US-amerikanischer Eishockeyspieler, der im Verlauf seiner aktiven Karriere zwischen 2004 und 2012 unter anderem 98 Spiele für die Worcester Sharks in der American Hockey League (AHL) auf der Position des Verteidigers bestritten hat.

## Karriere
Joe Loprieno begann seine Karriere als Eishockeyspieler bei Chicago Steel, für die er von 2004 bis 2006 in der Juniorenliga United States Hockey League (USHL) aktiv war. Anschließend spielte der Verteidiger drei Jahre lang für die Mannschaft des Merrimack College in der Hockey East, einer Division im Spielbetrieb der National Collegiate Athletic Association (NCAA). Dabei fungierte er in seiner Abschlusssaison als Mannschaftskapitän der Warriors.
Nach Abschluss seiner Juniorenkarriere erhielt Loprieno im Sommer 2009 als Free Agent einen Vertrag bei den Worcester Sharks aus der American Hockey League (AHL), für die er in der Saison 2009/10 sein Debüt im professionellen Eishockey gab. Über den Zeitraum von zwei Spielzeiten absolvierte der Abwehrspieler 98 Partien für das Team. Für die Spielzeit 2011/12 wurde Loprieno von den Bakersfield Condors aus der ECHL verpflichtet und trat dort erneut als Mannschaftsführer in Erscheinung. Im Sommer 2012 beendete der 25-Jährige seine Profikarriere vorzeitig.

## Karrierestatistik
(Legende zur Spielerstatistik: Sp oder GP = absolvierte Spiele; T oder G = erzielte Tore; V oder A = erzielte Assists; Pkt oder Pts = erzielte Scorerpunkte; SM oder PIM = erhaltene Strafminuten; +/− = Plus/Minus-Bilanz; PP = erzielte Überzahltore; SH = erzielte Unterzahltore; GW = erzielte Siegtore; 1 Play-downs/Relegation; Kursiv: Statistik nicht vollständig)